# 巨齒鼠屬
巨齒鼠屬（Dacnomys）也称大齿鼠属，哺乳綱、囓齒目、鼠科的一屬，而與巨齒鼠屬同科的動物尚有非洲水鼠屬（非洲水鼠）、西非鼠屬（西非鼠）、井鼠屬（井鼠）、無耳水鼠屬（無耳水鼠）等之數種哺乳動物。本属目前仅有巨齒鼠（Dacnomys millardi）一种。